# Rems-Murr-Kreis
Rems-Murr-Kreis este un Kreis în landul Baden-Württemberg, Germania.